# Anatomia della dipendenza
Anatomia della dipendenza (甘えの構造?, Amae no kōzō) è un libro scritto dallo psicoanalista giapponese Takeo Doi. È stato pubblicato originariamente in giapponese nel 1971 e poi un'edizione in inglese di John Bester è stata pubblicata nel 1973.
Il libro descrive estensivamente il concetto di amae di Doi, che lui descrive come un bisogno unicamente giapponese di ricevere la benevolenza della, e di dipendere dalla, gente intorno a sé. Secondo Doi, questo bisogno è simile al comportamento infantile di un bambino, convinto che i genitori saranno condiscendenti (Doi 2001:16). Doi sostiene che la relazione ideale è quella genitore-bambino e che tutte le altre relazioni dovrebbero tendere a questo grado di intensità (Doi 2001:39).